# Nem (film, 2022)
A Nem (eredeti cím: Nope) 2022-ben bemutatott amerikai sci-fi horrorfilm, amelynek forgatókönyvírója, rendezője és producere Jordan Peele. A főszerepben Daniel Kaluuya, Keke Palmer, Steven Yeun, Michael Wincott és Brandon Perea látható.
Peele hivatalosan 2020 novemberében jelentette be az akkor még cím nélküli harmadik rendezését. Palmer és Kaluuya 2021 februárjában csatlakozott, Yeun a következő hónapban kapta meg a szerepet, Peele pedig 2021 júliusában fedte fel a film címét.  A forgatás 2021 őszén kezdődött Los Angeles megye északi részén, és novemberben fejeződött be. A cím a pletykák szerint a "Not Of Planet Earth" vagy "Not Our Planet Earth" rövidítése volt a film plakátja szerint, de Peele később elárulta, hogy a cím arra a reakcióra vonatkozik, amit a közönségtől remélt.
A Nem premierje 2022. július 18-án volt a Los Angeles-i TCL Chinese Theatre-ben, az Egyesült Államokban pedig 2022. július 22-én, Magyarország 2022. augusztus 18-án mutatták be a mozikban. A film több mint 113 millió dolláros bevételt hozott, és dicséretet kapott az ambícióért, az alakításokért, az operatőri munkáért és a rendezésért, ugyanakkor a forgatókönyv megosztó volt a kritikusok körében.

## Cselekmény
A Kalifornia belterületén található elhagyatott völgy lakói egy kísérteties és hátborzongató felfedezés tanúi lesznek.

## Szereplők
| Szerep                | Színész                | Magyar hang       | Leírás                                                               |
| --------------------- | ---------------------- | ----------------- | -------------------------------------------------------------------- |
| Otis Jr. "OJ" Haywood | Daniel Kaluuya         | Pál András        | Otis fia.                                                            |
| Emerald "Em" Haywood  | Keke Palmer            | Szilágyi Csenge   | Otis lánya.                                                          |
| Ricky "Jupi" Park     | Steven Yeun            | Fancsikai Péter   | Egykori gyermekszínész és a "Jupiter's Claim" vidámpark tulajdonosa. |
| Ricky "Jupi" Park     | Jacob Kim (gyerek)     | Kelemen Noel      | Színész, aki Mikey Houstont játssza a Gordy's Home-ban.              |
| Angel Torres          | Brandon Perea          | Kenéz Ágoston     | Műszaki eladó a Fry's Electronics-nál.                               |
| Antlers Holst         | Michael Wincott        | Csernák János     | Neves operatőr.                                                      |
| Amber Park            | Wrenn Schmidt          | Bartsch Kata      | Jupi felesége.                                                       |
| Otis Haywood Sr.      | Keith David            | Törköly Levente   | A Haywood's Hollywood Horses Ranch tulajdonosa.                      |
| Bonnie Clayton        | Donna Mills            | Nádorfi Krisztina | Színésznő.                                                           |
| Buster                | Eddie Jemison          | Fekete Zoltán     | Személyzet tagja.                                                    |
| Fynn Bachman          | Oz Perkins             | Pál Tamás         | Kereskedelmi igazgató.                                               |
| Nessie                | Barbie Ferreira        | Kanyó Kata        | Angel munkatársa a Fry's-nál.                                        |
| Gordy                 | Terry Notary           | Nem beszél        | Csimpánz és a Gordy's Home című sitcom sztárja.                      |
| Mary Jo Elliott       | Sophia Coto            | Kobela Kíra       | Színésznő, aki Haley Houstont játssza a Gordy's Home-ban.            |
| Tom Bogan             | Andrew Patrick Ralston | Sztarenki Pál     | Színész, aki Brett Houstont játssza a Gordy's Home-ban.              |
| Phyllis Mayberry      | Jennifer Lafleur       | Gyöngy Zsuzsa     | Színésznő, aki Margaret Houstont játssza a Gordy's Home-ban.         |

### Magyar változat
- Főcím: Bozai József
- Magyar szöveg: Speier Dávid
- Felvevő hangmérnök: Cs. Németh Bálint
- Vágó: Simkóné Varga Erzsébet
- Gyártásvezető: Cabello-Colini Borbála
- Szinkronrendező: Nikodém Zsigmond
- Produkciós vezető: Hagen Péter

A szinkront a Mafilm Audio Kft. készítette.

## Filmzene
| Nem (Original Motion Picture Soundtrack) | Nem (Original Motion Picture Soundtrack) | Nem (Original Motion Picture Soundtrack) | Nem (Original Motion Picture Soundtrack) | Nem (Original Motion Picture Soundtrack) | Nem (Original Motion Picture Soundtrack) | Nem (Original Motion Picture Soundtrack) | Nem (Original Motion Picture Soundtrack) | Nem (Original Motion Picture Soundtrack) | Nem (Original Motion Picture Soundtrack) |
| #                                        | Cím                                      | Előadó(k)                                | Hossz                                    |                                          |                                          |                                          |                                          |                                          |                                          |
| ---------------------------------------- | ---------------------------------------- | ---------------------------------------- | ---------------------------------------- | ---------------------------------------- | ---------------------------------------- | ---------------------------------------- | ---------------------------------------- | ---------------------------------------- | ---------------------------------------- |
| 1.                                       | Haywood Ranch                            | Abels                                    | 2:55                                     |                                          |                                          |                                          |                                          |                                          |                                          |
| 2.                                       | The Muybridge Clip                       | Abels                                    | 3:34                                     |                                          |                                          |                                          |                                          |                                          |                                          |
| 3.                                       | La Vie C'est Chouette                    | Jodie Foster                             | 2:44                                     |                                          |                                          |                                          |                                          |                                          |                                          |
| 4.                                       | Jupiter's Claim                          | Abels                                    | 1:43                                     |                                          |                                          |                                          |                                          |                                          |                                          |
| 5.                                       | Brother Sister Walk                      | Abels                                    | 1:18                                     |                                          |                                          |                                          |                                          |                                          |                                          |
| 6.                                       | Walk On By                               | Dionne Warwick                           | 2:54                                     |                                          |                                          |                                          |                                          |                                          |                                          |
| 7.                                       | Growing Up Haywood                       | Abels                                    | 1:29                                     |                                          |                                          |                                          |                                          |                                          |                                          |
| 8.                                       | This Is the Lost Generation              | The Lost Generation                      | 3:34                                     |                                          |                                          |                                          |                                          |                                          |                                          |
| 9.                                       | Not Good                                 | Abels                                    | 2:00                                     |                                          |                                          |                                          |                                          |                                          |                                          |
| 10.                                      | What's a Bad Miracle                     | Abels                                    | 1:32                                     |                                          |                                          |                                          |                                          |                                          |                                          |
| 11.                                      | The Oprah Shot                           | Abels                                    | 1:51                                     |                                          |                                          |                                          |                                          |                                          |                                          |
| 12.                                      | Ancient Aliens                           | Abels                                    | 2:08                                     |                                          |                                          |                                          |                                          |                                          |                                          |
| 13.                                      | Park Kids Prank Haywood                  | Abels                                    | 1:08                                     |                                          |                                          |                                          |                                          |                                          |                                          |
| 14.                                      | It's in the Cloud                        | Abels                                    | 2:37                                     |                                          |                                          |                                          |                                          |                                          |                                          |
| 15.                                      | Holy Sh*t It's Real                      | Abels                                    | 2:09                                     |                                          |                                          |                                          |                                          |                                          |                                          |
| 16.                                      | Progressive Anxiety                      | Abels                                    | 3:02                                     |                                          |                                          |                                          |                                          |                                          |                                          |
| 17.                                      | The Star Lasso Expeeerrriii...           | Abels                                    | 0:35                                     |                                          |                                          |                                          |                                          |                                          |                                          |
| 18.                                      | Arena Attack                             | Abels                                    | 1:23                                     |                                          |                                          |                                          |                                          |                                          |                                          |
| 19.                                      | Sunglasses at Night (Jean Jacket Mix)    | Hart                                     | 4:38                                     |                                          |                                          |                                          |                                          |                                          |                                          |
| 20.                                      | Blood Rain                               | Abels                                    | 1:47                                     |                                          |                                          |                                          |                                          |                                          |                                          |
| 21.                                      | The Unaccounted For                      | Abels                                    | 2:36                                     |                                          |                                          |                                          |                                          |                                          |                                          |
| 22.                                      | Preparing the Trap                       | Abels                                    | 2:41                                     |                                          |                                          |                                          |                                          |                                          |                                          |
| 23.                                      | Purple People Reader                     | Michael Wincott Abels                    | 1:35                                     |                                          |                                          |                                          |                                          |                                          |                                          |
| 24.                                      | Exuma, the Obeah Man                     | Exuma                                    | 6:12                                     |                                          |                                          |                                          |                                          |                                          |                                          |
| 25.                                      | Man Down                                 | Abels                                    | 6:02                                     |                                          |                                          |                                          |                                          |                                          |                                          |
| 26.                                      | WTF Is That                              | Abels                                    | 1:13                                     |                                          |                                          |                                          |                                          |                                          |                                          |
| 27.                                      | The Run (Urban Legends)                  | Abels                                    | 1:42                                     |                                          |                                          |                                          |                                          |                                          |                                          |
| 28.                                      | Abduction                                | Abels                                    | 1:58                                     |                                          |                                          |                                          |                                          |                                          |                                          |
| 29.                                      | Havoc                                    | Abels                                    | 0:46                                     |                                          |                                          |                                          |                                          |                                          |                                          |
| 30.                                      | Em & Angel Fly                           | Abels                                    | 2:20                                     |                                          |                                          |                                          |                                          |                                          |                                          |
| 31.                                      | A Hero Falls                             | Abels                                    | 2:47                                     |                                          |                                          |                                          |                                          |                                          |                                          |
| 32.                                      | Pursuit                                  | Abels                                    | 1:49                                     |                                          |                                          |                                          |                                          |                                          |                                          |
| 33.                                      | Winkin' Well                             | Abels                                    | 3:42                                     |                                          |                                          |                                          |                                          |                                          |                                          |
| 34.                                      | Nope                                     | Abels                                    | 2:31                                     |                                          |                                          |                                          |                                          |                                          |                                          |
| 1:22:55                                  |                                          |                                          |                                          |                                          |                                          |                                          |                                          |                                          |                                          |